# Pańszczyckie Czuby

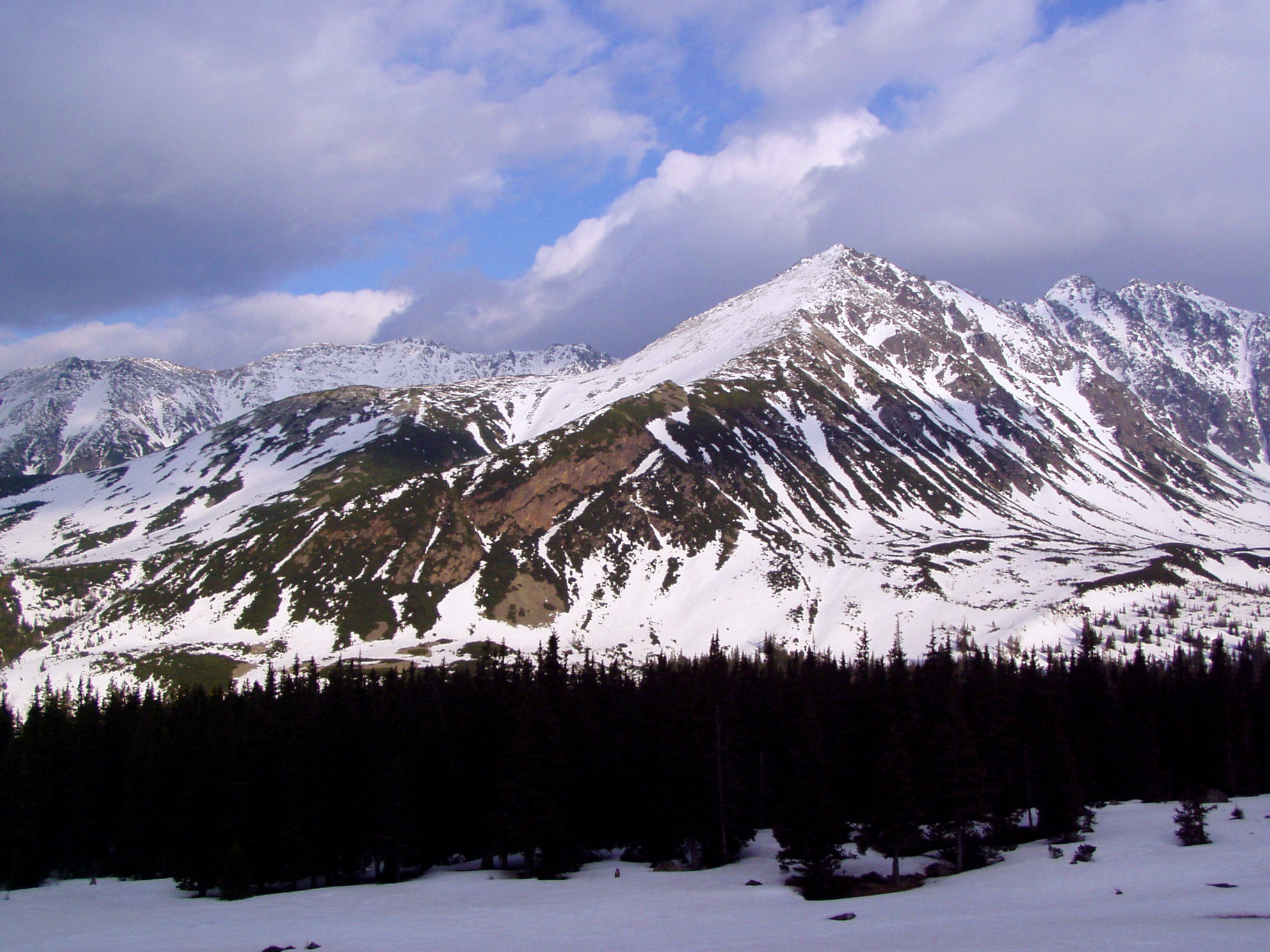
Blick von der Alm Hala Gąsienicowa

Die Pańszczyckie Czuby sind ein Gipfelpaar Skrajna Pańszczycka Czuba und Zadnia Pańszczycka Czuba in der polnischen Hohen Tatra mit 2174 Metern im Massiv der Grań Żółtej Turni. Auf dem Gipfel verläuft die Grenze zwischen den Gemeinden Zakopane im Süden und Poronin, konkret den Ortsteil Murzasichle im Norden, in der Woiwodschaft Kleinpolen im Landkreis Powiat Tatrzański.

## Lage und Umgebung
Unterhalb der Gipfel liegen die Täler Dolina Pańszczyca im Norden und Dolina Czarna Gąsienicowa im Süden. 
Vom Gipfel Skrajny Granat im Westen werden die Pańszczyckie Czuby durch den Bergpass Pańszczycka Przełączka Wyżnia und von dem Gipfel Wierch pod Fajki im Osten durch den Bergpass Pańszczycka Przełęcz getrennt. 

## Etymologie
Der polnische Name Pańszczyckie Czuby lässt sich als Pańszczyca Koppen übersetzen. Der Name rührt von dem nahe gelegene Tal Dolina Pańszczyca her.

## Flora und Fauna
Trotz ihrer Höhe besitzen die Pańszczyckie Czuby eine bunte Flora und Fauna. Es treten zahlreiche Pflanzenarten auf, insbesondere hochalpine Blumen und Gräser. Neben Insekten und Weichtieren sowie Raubvögeln besuchen auch Bären, Murmeltiere und Gämsen die Gipfel.

## Tourismus
Die Pańszczyckie Czuby sind bei Kletterern beliebt. Auf die Gipfel führt jedoch kein Wanderweg. Als Ausgangspunkt für eine Besteigung aus den Tälern eignet sich die Berghütte Schronisko PTTK Murowaniec.

## Belege
- Zofia Radwańska-Paryska, Witold Henryk Paryski: Wielka encyklopedia tatrzańska. Poronin, Wyd. Górskie, 2004, ISBN 83-7104-009-1.
- Tatry Wysokie słowackie i polskie. Mapa turystyczna 1:25.000, Warszawa, 2005/06, Polkart, ISBN 83-87873-26-8.